# Carlo Ponte
Carlo Serafino Ponte, född 3 maj 1890 i Genua, död 28 februari 1960 i samma stad, var en italiensk brottare som tävlade i grekisk-romersk stil.

## Karriär
Ponte tävlade för Italien vid olympiska sommarspelen 1924 i Paris, där han slutade på 17:e plats i bantamvikt. 
Han tog brons i 58 kg-klassen vid EM 1925 i Milano.

## Resultat

### Olympiska sommarspelen 1924
| Gren                             | Första omgången              | Andra omgången            | Placering |
| -------------------------------- | ---------------------------- | ------------------------- | --------- |
| Bantamvikt, grekisk-romersk stil | Ragnvald Olsen (NOR) Förlust | Jan Bozděch (TCH) Förlust | 17        |